# Eugeniusz Kuczyński (dyplomata)
Eugeniusz Kuczyński – polski dyplomata w służbie Austro-Węgier.

## Życiorys
W połowie lat 80. pracował w randze konsula i kierownika wicekonsulatu w Turn-Severin. W pierwszej połowie lat 90. był radcą sekcji C. K. Ministerstwie Domu Cesarskiego i Spraw Zagranicznych. Od około 1896 do około 1899 był szefem c. k. misji zagranicznej w Czarnogórze jako minister rezydent. Od około 1900 do około 1905 był szefem c. k. misji zagranicznej w Brazylii - poselstwo w Rio de Janeiro jako poseł nadzwyczajny i minister pełnomocny. We wrześniu 1905 został mianowoany przez cesarza posłem przy dworze cesarskim w Chinach, gdzie do około 1911 był szefem c. k. misji zagranicznej - poselstwo w Pekinie jako poseł nadzwyczajny i minister pełnomocny. Stanowisko sprawował do około 1911 (według informacji w polskiej prasie z 1908 został wtedy mianowany ambasadorem). Podczas pracy odbudował budynki misji zrujnowane podczas powstania bokserów w 1900 (plany nowego pałacu sporządził arch. Ferdynand Kowarski). Po pięciu latach służby odszedł ze stanowiska w sierpniu 1911.
Według stanu służbowego z 1912 był urlopowany. W 1912 otrzymał godność c. k. tajnego radcy. Do 1918 pozostawał członkiem kuratorium C. K. Austriackiego Muzeum Handlowego w Wiedniu.
W drugiej dekadzie XX wieku pozostając w charakterze pozasłużbowym publikował na temat Chin w prasie austriackiej. Był żonaty z Fridą.

## Odznaczenia
austro-węgierskie
- Krzyż Wielki Orderu Franciszka Józefa (1908)[23]
- Krzyż Kawalerski Orderu Franciszka Józefa (1879)[24]
- Order Korony Żelaznej III klasy (1892)[25]
- Medal Jubileuszowy Pamiątkowy dla Cywilnych Funkcjonariuszów Państwowych (przed 1909)[12]
- Krzyż Jubileuszowy dla Cywilnych Funkcjonariuszów Państwowych (przed 1909)[12]

inne odznaczenia
- Order Podwójnego Smoka I klasy 3 stopnia – Cesarstwo Chin (1908)[26][12]
- Order Daniły I I klasy – Księstwo Czarnogóry (przed 1909)[12]
- Order Świętej Anny II klasy – Imperium Rosyjskie (przed 1909)[12]
- Order Królewski Korony II klasy – Królestwo Prus (przed 1909)[12]
- Komandor Orderu Świętych Maurycego i Łazarza – Królestwo Włoch (przed 1909)[12]
- Order Lwa i Słońca II klasy – Królestwo Persji (przed 1909)[12]
- Order Krzyża Takowy III klasy – Królestwo Serbii (przed 1909)[12]